# Windham Quin (2e comte de Dunraven et Mount-Earl)
Windham Henry Quin, 2e comte de Dunraven et Mount-Earl (29 septembre 1782 - 6 août 1850) est un pair irlandais.

## Biographie
Il est le fils de Valentine Quin (1er comte de Dunraven et Mount-Earl) et Frances Muriel Fox-Strangways, fille de Stephen Fox-Strangways (1er comte d'Ilchester), et de son épouse, Elizabeth Horner. Sa sœur, Harriet Quin, épouse William Payne-Gallwey (1er baronnet) et est décédée en 1845.
Il est appelé Lord Adare de 1816 à 1822 et vicomte Adare par la suite jusqu'à ce qu'il accède au comté à la mort de son père en 1824. Il prend le nom de famille supplémentaire de Wyndham, devenant Windham Wyndham-Quin, le 7 avril 1815.
Il est nommé Custos Rotulorum du comté de Limerick à vie en 1818. Il est député du comté de Limerick au Parlement du Royaume-Uni de 1806 à 1820.

## Mariage et descendance
Le 27 décembre 1810, il épouse Caroline, fille et héritière de Thomas Wyndham de Dunraven Castle, Glamorgan et du château de Clearwell, Gloucestershire. Ils ont : 
- Edwin Wyndham-Quin (3e comte de Dunraven et Mount-Earl) (1812-1871)
- Windham Henry Wyndham Quin (2 novembre 1829 - 1865), qui épouse le 24 janvier 1856 Caroline, la troisième fille du contre-amiral George Tyler (amiral) (en), KH, de Cottrell, Glamorgan.
- Anna Maria Charlotte Wyndham Quinn (novembre 1814 - 7 janvier 1855), qui épouse William Monsell, 1er baron Emly le 11 août 1836.